# Anastasia Pozdnyakova
Anastasia Urevna Pozdniakova (Elektrostal, 11 de dezembro de 1985) é uma saltadora russa. Especialista no trampolim, medalhista olímpica 

## Carreira
Anastasia Pozdnyakova representou seu país nos Jogos Olímpicos de Verão de 2008 e 2012, na qual conquistou uma medalha de bronze, no trampolim sincronizada com Yuliya Pakhalina. 